# 探花第
探花第位於中國安徽安慶，始建於13、14世紀左右。該中國傳統古家宅本為回族馬氏一族官邸，後因馬氏後人馬大用高中探花，其邸泛稱探花第。

## 簡介
探花第始建於中國元朝，原本僅是一般官邸。據考證，該邸始建者，應是元朝工部尚書馬原景（依澤馬氏第17世）三子馬哈直。當時任職安慶衛左所的馬哈直，建造該邸，應是為了甫自中國河南遷居入籍安徽安慶時所建造。
西元1469年，中國明朝成化五年，信奉伊斯蘭教的馬哈直嫡孫馬義、馬俊、馬寶化將該邸擴增並改稱「清真敦悅堂」。1727年，馬氏29代孫馬大用（邦字輩）高中清朝武探花之後，將雍正皇帝所賜的「探花及第」額懸掛在清真敦悅堂大門上，清真敦悅堂自此泛稱為探花第，成為安慶名聞遐邇的名門大宅。